# 沈建忠
沈建忠（1963年3月22日—），男，浙江桐乡市梧桐街道逾桥村人，中国基础兽医学专家，中国农业大学教授。

## 生平
1985年毕业于北京农业大学（现中国农业大学）兽医系。1997年获中国农业大学理学博士学位。2015年当选为中国工程院院士。